# Naryszkino (obwód orłowski)
Naryszkino (ros. Нарышкино) – osada typu miejskiego w zachodniej Rosji, na terenie obwodu orłowskiego.
Miejscowość leży w rejonie urickim, którego ośrodek administracyjny stanowi i liczy 9717 mieszkańców (1 stycznia 2005 r.), tj. ok. 48,5% całej populacji rejonu.
Osada jest jedynym ośrodkiem miejskim na terenie tej jednostki podziału administracyjnego.
Naryszkino jest lokalnym centrum kulturalnym i gospodarczym. W miejscowości tej znajdują się m.in. fabryka konserw, zakłady mleczarskie i przedsiębiorstwo produkujące półprzewodniki oraz muzeum.